# Mimosybra similis
Mimosybra similis är en skalbaggsart som beskrevs av Stefan von Breuning 1975. Mimosybra similis ingår i släktet Mimosybra och familjen långhorningar. Inga underarter finns listade i Catalogue of Life.